# 関輝雄
関 輝雄（せき てるお、1953年6月16日 - ）は、日本の俳優・声優。ケンユウオフィス所属。東京都世田谷区出身。

## 人物
かつて文学座に所属していた。
趣味は俳句、日本舞踊、競馬。

## 出演作品

### 舞台
1977年
- 初舞台『かもめ』（文学座本公演）紀伊國屋ホール

1980年
- 『わが屍は野に捨てよ』（文学座アトリエ公演）
- 『赤色エレジー』（アトリエ）

1981年
- 『三人姉妹』（本公演）東横劇場

1982年
- 『ル・トルアデック教授の華麗なる黄昏』（本公演）東横劇場

1984年
- 『近松女敵討』（本公演）サンシャイン劇場
- 『衣裳』（本公演）俳優座劇場
- 『ハイキング』（アトリエ）

1985年
- 『マギーの決断』（地人会）
- 『よくかきくうきゃく』（アトリエ）
- 『芝居-月もおぼろに-』（本公演）三越劇場

1986年
- 『怪談 牡丹燈籠』（本公演）三越劇場
- 『夢夢しい女たち』（本公演）俳優座劇場

1988年
- 『橋』(地人会)
- 『近松女敵討』（本公演）サンシャイン劇場

1989年
- 『チェンジングルーム』（本公演）紀伊國屋ホール
- 『春のめざめ』
- 『青ひげと最後の花嫁』（アトリエ）

1990年
- 『十二夜』（本公演）サンシャイン劇場
- 『俊寛』パルコ劇場（本公演）サンシャイン劇場
- 『山猫からの手紙』（本公演）サンシャイン劇場

1991年
- 『ふるあめりかに袖はぬらさじ』（本公演）サンシャイン劇場

1992年
- 『かどで』（文学座アトリエ公演）

1993年
- 『舞台・愛しすぎる人たちよ‐智恵子と光太郎と‐』（本公演）紀伊國屋ホール

1995年
- 『THE BOYS-ストーンヘンジアパートの隣人たち-』（アトリエ）
- 『いそという女』俳優座劇場

1996年
- 『特ダネ狂騒曲』（本公演）紀伊國屋ホール

1997年
- 『寒花』（アトリエ）
- 『金襴緞子の帯しめながら』（アトリエ）

1998年
- 『クロイツェル・ソナタ』（アトリエ）

1999年
- 『北の阿修羅は生きているか』（本公演）紀伊國屋サザンシアター
- 『マリアの首』（俳優座劇場）

2000年
- 『最後の晩餐』（本公演）紀伊國屋ホール
- 『かどで・釣堀にて』（俳優座劇場）

2001年
- 『モンテ・クリスト伯』（本公演）紀伊國屋サザンシアター
- 『崩れた石垣、のぼる鮭たち』（本公演）紀伊國屋サザンシアター

2002年
- 『大寺學校』（本公演）アトリエ
- 『沈黙と光』（アトリエ）

2003年
- 『ドン・ジュアン』（本公演）世田谷パブリックシアター
- 『イタリアのモーツァルト（オペラ）』新国立劇場

2004年
- 『モンテ・クリスト伯』（本公演）アートスフィア
- 『THE CRISIS‐ザ・クライシス‐』（アトリエ）

2005年
- 『ぬけがら』（アトリエ）
- 『焼けた花園』（アトリエ）

2006年
- 『破戒』（京楽座）俳優座劇場

2007年
- 『ぬけがら』（紀伊國屋サザンシアター）10年,地方巡演
- 『海と日傘』（あうるすぽっと）

2008年
- 『真実のゆくえ』俳優座劇場

2009年
- 『雨空』横浜にぎわい座（のげシャーレ小ホール）演出
- 『結婚』（アトリエ）
- 『定年ゴジラ』（本公演）紀伊国屋サザンシアター

2010年
- 『くにこ』（本公演）紀伊國屋サザンシアター

2011年
- 『美しきものの伝説』（本公演）紀伊國屋サザンシアター
- 『1924 海戦』（やなぎみわ演劇プロジェクト）KAAT神奈川芸術劇場大スタジオ

2013年
- 『不幸/一周忌』浅草見番

### テレビドラマ
- 確証
- 土曜ワイド劇場（ANB）
  - 北海道婚約旅行殺人事件（1985年）
  - 大密室殺人事件 第2作「越後七浦殺人海岸」（1991年） - 平木
  - 殺意のバカンス（1993年） - 刑事
- 火曜サスペンス劇場 監察医・室生亜季子 第2作（1987年、NTV / 東映）
- NHK大河ドラマ
  - 春の波涛（1985年） - 市川壽海 (3代目)
  - 翔ぶが如く（1990年） - 田中
- 特救指令ソルブレイン 第32話「警官殺人を追え!」（1991年、ANB / 東映） - 秋山捜査主任 ※関輝夫名義
- 菊亭八百善の人びと 幻の高級江戸料理!美人女将の細腕繁盛記（1994年、ANB）
- 水曜ミステリー9 鉄道警察官・清村公三郎 第9作（2009年、TX＝BSジャパン） - 安西浩一

### 映画（実写）
- 太陽の帝国（1988年）
- カンゾー先生（1998年）

### テレビアニメ
- 宇崎ちゃんは遊びたい!（2020年、ラーメン屋の店主）
- 憂国のモリアーティ（2021年、ジョン・ショルトー）
- クレヨンしんちゃん（2021年 - 2022年、じいや、金持ち）
- 忍たま乱太郎（2021年 - 2022年、主人）
- リコリス・リコイル（2022年、松下）
- ONE PIECE（2023年、霜月コウ三郎）

### 劇場アニメ
- ハウルの動く城（2004年）
- ゲド戦記（2006年）
- おおかみこどもの雨と雪（2012年）

### OVA
- さんかれあ（寒川鐳三）

### ゲーム
- 三国ブレード（2021年、張角）
- グリムグリモア OnceMore（2022年、ガンメル・ドラスク[4]）
- ヘブンバーンズレッド（2023年、ドブさらい屋）
- ファミコン探偵倶楽部 笑み男（2024年）

### 吹き替え

#### 映画
- アイガー北壁（フォン・アルメン）※BSテレビ東京新録吹き替え版
- オールドピープル
- カムバック・トゥ・ハリウッド!!（マックス〈ロバート・デ・ニーロ〉）
- 刑事ジョン・ルーサー: フォールン・サン（マーティン・シェンク〈ダーモット・クロウリー〉）
- ザ・マザー: 母という名の暗殺者（ジョーンズ）
- ビッグ・ウェンズデー（バンヘッド）

#### ドラマ
- アンフォゲッタブル 完全記憶捜査
- アメリカン・ゴシック 〜偽りの一族〜（ミッチェル・ホーソーン〈ジェイミー・シェリダン〉）
- ER XI 緊急救命室 #8（エディ・エスコバー〈ウィンストン・J・ローシャ〉）、#10（ガリティ〈シャイアン・ウィルバー〉）
- エクスタント
- エレメンタリー4 ホームズ&ワトソン in NY #4（グレイ）
- 還魂（ホ・ヨム）
- 刑事ジョン・ルーサー（マーティン・シェンク〈ダーモット・クロウリー〉）
- ザ・クラウン（デニス・サッチャー）
- SHERLOCK（シャーロック）
- 女王ヴィクトリア 愛に生きる（サー・ロバート・ピール〈ナイジェル・リンゼイ〉）
- スターゲイト SG-1（エマーソン大佐〈マシュー・グレイヴ〉）
- 犯罪心理分析官インゲル・ヴィーク（アフムード・ムンタシール）
- フロム・ジ・アース/人類、月に立つ
- BULL / ブル 法廷を操る男（オスカー・ウェバー弁護士）
- 名探偵モンク
- NIKITA / ニキータ（ブルータス・"ブルース"・ウィニック提督〈ハリス・ユーリン〉）
- ミス・マープル
  - なぜ、エヴァンズに頼まなかったのか?（クロード・エヴァンズ）
  - 蒼ざめた馬（オスカー・ベナブルズ〈ジェームズ・フリート〉）

#### アニメ
- ヒーマンとマスターズ・オブ・ユニバース（ランドア王）

### ボイスオーバー
- 奇跡体験!アンビリバボー（フジテレビ）
- 世界が騒然!本当にあった(秘)衝撃ファイル（2021年、テレビ東京）
- BS世界のドキュメンタリー（NHK-BS1）

### ラジオドラマ
- NHK-FM 青春アドベンチャー
  - フランケンシュタイン（2011年）
  - 髑髏城の花嫁（2013年） - ミューザー
  - 世界の終わりの魔法使い（2013年） - 先生
  - いまはむかし〜竹取異聞〜（2013年）
  - 月蝕島の魔物（2014年）
  - あたたかい水の出るところ（2014年）
  - スタープレイヤー（2015年）
  - やけっぱちのマリア（2015年）
  - ビオレタ（2015年）
  - シブちゃん（2015年）
  - 白狐魔記（2016年）
  - 水晶宮の死神（2017年）
  - 「夜露姫」（2018年6月4日 - 15日）[5]
  - 黒十字の魔女（2021年）

### CM
- ライオン「クリニカ」（「歯磨きカウント」篇）